# Łukasz Trałka
Łukasz Trałka, né le 11 mai 1984 à Rzeszów, est un footballeur polonais. Il est milieu de terrain.

## Carrière
- Błękitni Ropczyce
- 2002 :  Igloopol Dębica
- 2002-2003 :  Concordia Piotrków Trybunalski
- 2003-2006 :  Pogoń Szczecin
- 2006 :  Widzew Łódź
- 2007 :  Ostrowiec Świętokrzyski
- 2007-2008 :  ŁKS Łódź
- 2008 :  Lechia Gdańsk
- 2009-2012 :  Polonia Varsovie
- depuis 2012 :  Lech Poznań

### En sélection
Il compte trois sélections avec la Pologne.